# کارول خودورا
کارول خودورا (لهستانی: Karol Chodura؛ ۹ سپتامبر ۱۹۲۱ – ۲۲ مارس ۲۰۰۱) کارگردان فیلم، دستیار اول کارگردان و فیلم‌بردار اهل لهستان بود. وی بین سال‌های ۱۹۴۵ تا ۱۹۸۹ میلادی فعالیت می‌کرد.
او در فیلم بر گوی نقره‌ای دستیار اول کارگردان آندژی ژووافسکی بود.